# Álvaro Zazo
Álvaro Zazo (Madrid, España, 18 de agosto de 1982) es un exfutbolista español. Jugaba de centrocampista. Su último club fue la Unión Deportiva San Sebastián de los Reyes de la Segunda División B, retirándose en 2019, después de sufrir problema cardíacos.

## Trayectoria
Se formó en las categorías inferiores del CD Las Rozas y del Real Madrid C.F donde jugó en categoría cadete y juvenil. En 2002 fichó por el CD Toledo y tras un año en el club se marchó al RCD Mallorca B. Dos años después fichó por el CF Fuenlabrada, donde anotó 12 goles, lo que provocó que el Rayo Vallecano se fijara en él y lo incorporara a sus filas. En el conjunto rayista se lesiona de gravedad en la rodilla. Tras pasarse la temporada en blanco es cedido al Lorca Deportiva CF y una vez concluida la cesión, regresa a las filas del Rayo Vallecano. En 2010 se queda sin ficha y no cuentan para él e inició un proceso de prueba con el Córdoba CF. El 1 de marzo de 2010 finalmente, el Córdoba CF no lo ficha. En 2011 ficha por el CD Tenerife.El 9 de julio de 2012 ficha por el CD Guadalajara (España). Club que abandona al finalizar la temporada 2013-2014.
Tras unos meses en el equipo de Sesiones AFE, el 15 de marzo se hace oficial su fichaje por el Real Avilés C. F.
Tras más de año y medio sin jugar, ficha por la Unión Deportiva San Sebastián de los Reyes, que hace oficial su contratación el 11 de enero de 2017.

## Clubes
| Club                             | País   | Año       |
| -------------------------------- | ------ | --------- |
| C. D. Las Rozas                  | España | 2001-2002 |
| C. D. Toledo                     | España | 2002-2003 |
| R. C. D. Mallorca B              | España | 2003-2005 |
| C. F. Fuenlabrada                | España | 2005-2006 |
| Rayo Vallecano                   | España | 2006-2008 |
| Lorca Deportiva C. F.(cedido)    | España | 2008-2009 |
| Rayo Vallecano                   | España | 2009-2010 |
| Córdoba C. F.                    | España | 2010      |
| C. D. Leganés                    | España | 2010-2011 |
| C. D. Tenerife                   | España | 2011-2012 |
| C. D. Guadalajara                | España | 2012-2014 |
| Real Avilés C. F.                | España | 2015      |
| U. D. San Sebastián de los Reyes | España | 2017-2019 |